# Camillo Aster
Ernst Camillo Aster (* 1. November 1845 in Schneeberg; † 6. September 1923 in Dresden) war ein sächsischer Oberst und Geschäftsführer des Sächsischen Fischereivereins, welcher sich lange Jahre um die Fischerei im Königreich Sachsen bemühte.

## Leben

### Herkunft
Aster war Sohn des Oberstleutnant und späteren Stadtkommandanten von Dresden, Adolph Wilhelm Aster, welcher am 13. Februar 1839 zum Ehrenbürger von Leipzig wurde. Sein Bruder Ludwig Emil Aster wurde auch Offizier der sächsischen Armee, Direktor der Ökonomischen Gesellschaft in Sachsen und langjähriges Vereinsmitglied des Fischereivereins.

### Militärkarriere
Aster trat 1861 in den Kadettenkorps der sächsischen Armee ein und avancierte nach langjähriger Erziehung 1865 zum Portepeefähnrich. Er nahm am Krieg gegen Dänemark teil und wurde zum Leutnant befördert. 1868 wurde er zum Oberleutnant befördert. Er nahm in dieser Eigenschaft im Königlich-Sächsischen 6. Infanterie-Regiment Nr. 105 "König Wilhelm II. von Württemberg" am Krieg gegen Frankreich teil, wo er unter anderem bei Sedan kämpfte und wurde für seine Verdienste mit dem Eisernen Kreuz II. Klasse und dem Ritterkreuz des Albrechtsordens mit Kriegsdekoration ausgezeichnet. Nach Kriegsende wurde er am 21. April 1874 zum Hauptmann im Regiment befördert und avancierte nach fast 12 Jahren am 20. April 1886 zum Major und Bataillonskommandeur des 2. Bataillons des Infanterie-Regiment „Kronprinz“ (5. Königlich Sächsisches) Nr. 104. Er wurde am 22. Januar 1890 als Oberstleutnant zur Disposition gestellt. Er diente dabei als Kommandeur der 6.-Landwehr-Infanterie-Brigade-Nr.-64 im Landwehr-Bezirk Döbeln. Bis 1895 wurde er als charakterisierter Oberst Bezirkskommandeur des Bezirks Döbeln und wurde Ehrenmitglied im königlich-sächsischen Militärvereinsbund. 1895 erhielt er das Offizierskreuz des Albrechtsordens.
Im Ruhestand wurde er auch Mitglied des Sächsischen Fischereivereins, wo er alsbald zum Geschäftsführer und Schriftführer avancierte und auch Ehrenmitglied wurde. 1897 wurde er neben dem Dr. Bruno Steglich zum Delegierten des deutschen Fischereirats gewählt. 1902 wurden beide erneut zu Delegierten ernannt. 1905 war er Teil einer Kommission des Vereins zur Aufstellung neuer Satzungen. Im selben Jahre wurde er neben seinem Bruder durch das sächsische Ministerium des Inneren durch ein Anerkennungsschreiben ausgezeichnet. 1908 nahm er an Tagungen des Deutschen Fischerei-Verband teil. Er war auch im Verwaltungsrat des Vereins tätig. 1910 wurde er Teil einer von des sächsischen Ministeriums des Inneren und der Finanzen finanzierten Kommission, um einen Leitfaden für die Flussaufsichtsbeamten auszuarbeiten. 1918 wurde er kurzzeitig stellvertretender Geschäftsführer.
Nach Ausbruch des Ersten Weltkrieges ließ er sich trotz seines hohen Alters reaktivieren und wurde Kommandeur eines Landsturm-Bataillons in Flandern. Im Oktober 1915 wurde er dabei mit dem Komturkreuz II. Klasse des Albrechtsordens ausgezeichnet.

### Familie
Er heiratete Amalie Schoel.